# Asplenium ruta-muraria
La ruta di muro (Asplenium ruta-muraria L., 1753) è una pianta della famiglia Aspleniaceae.

## Etimologia
Asplenio deriva dal greco splen (milza), per la credenza degli antichi che alcune specie di queste felci avessero la virtù di guarire le malattie della milza.

## Descrizione
Pianta perenne, foglie lunghe 5–15 cm; con picciolo breve e lamina bi-tripennata, coriacea e glauca, con segmenti e divisioni minori di forma assai variabile; sori 3-4 volte più lunghi e più larghi.

## Habitat
È molto comune ovunque; si trova su rupi e muri fino a 1800 m.

## Periodo di sporificazione
Giugno - Settembre.